# À son image
À son image ist ein Filmdrama von Thierry de Peretti. Der Film mit Clara-Maria Laredo, Marc-Antonu Mozziconacci, Louis Starace und Barbara Sbraggia in den Hauptrollen basiert lose auf dem gleichnamigen Roman von Jérôme Ferrari und feierte im Mai 2024 bei den Internationalen Filmfestspielen in Cannes seine Premiere.

## Handlung
Ende des 20. Jahrhunderts verunglückt eine junge Pressefotografin namens Antonia bei der Rückfahrt von einer Hochzeitsfeier in Calvi auf Korsika tödlich. Das Schicksal hatte sie kurz zuvor noch mit dem Kriegsveteranen Dragan zusammengeführt, in den sie einst verliebt war.

## Literarische Vorlage

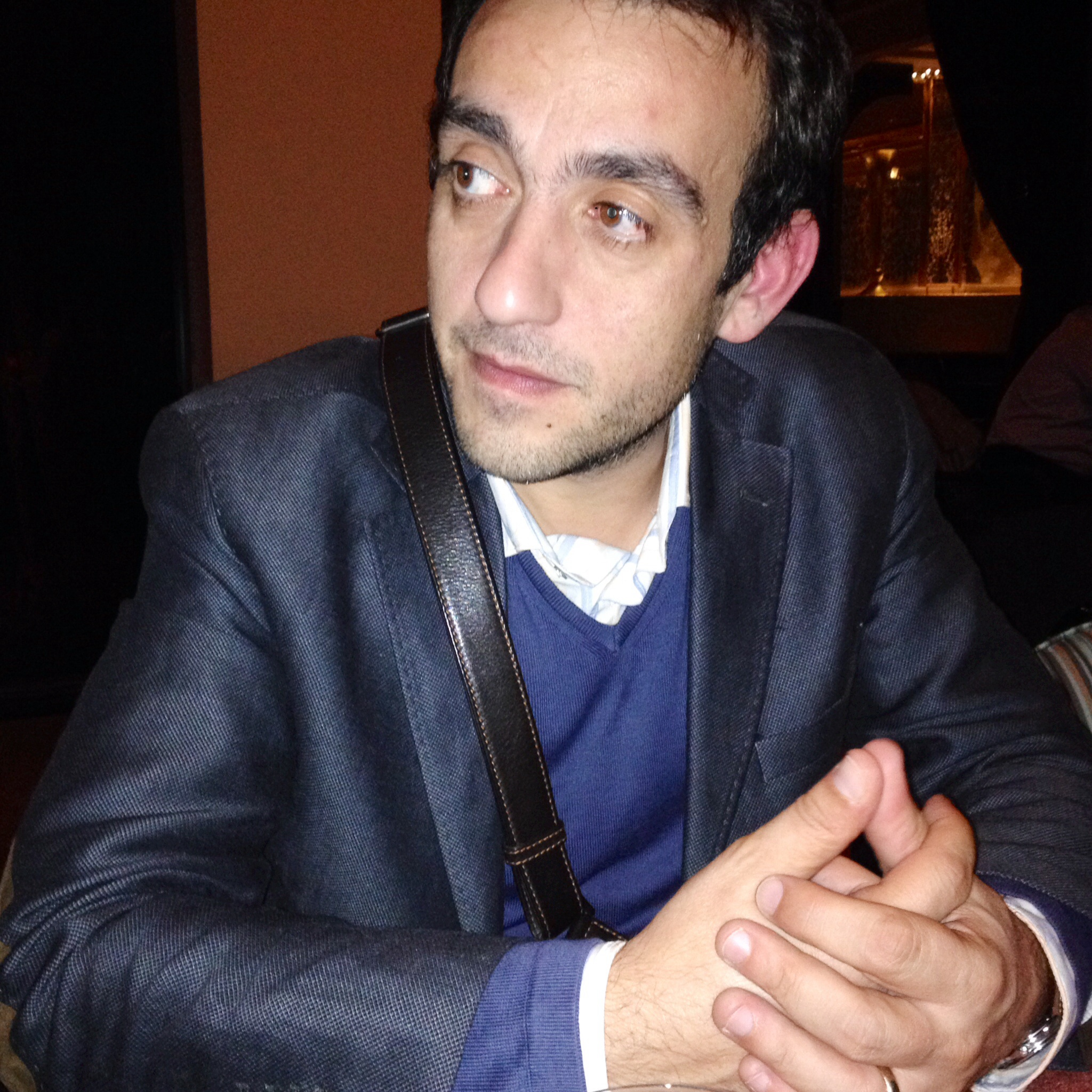
Der Film basiert lose auf einem Roman von Jérôme Ferrari

Der Film basiert lose auf dem Roman À son image von Jérôme Ferrari, der 2019 in einer deutschen Übersetzung von Christian Ruzicska unter dem Titel Nach seinem Bilde veröffentlicht wurde. In dem Roman wird die Geschichte von Antonia erzählt, die sich im Sommer 2003  in ein Auto setzt und auf einer Straße auf Korsika selbst das Leben nimmt. Sie war 38 Jahre alt und Fotografin. Ihr Leichnam wird in ihrem Heimatdorf aufgebahrt. Die lange katholische Totenmesse, der ihr Patenonkel als Priester vorsteht, ist eine Gelegenheit, sich daran zu erinnern, wer sie war. Ihr Ablauf, bei dem sich der Priester trotz seiner Trauer strikt an die Regeln der Liturgie hält, entspricht den zwölf Kapiteln des Romans, in denen von Antonias Leben erzählt wird.
Das intime Band zwischen Fotografie und Tod zieht sich durch den gesamten Roman. Jedem Kapitel ist eine Bildunterschrift vorangestellt, jedoch ohne den Abdruck der zugehörigen, teils fiktiven Fotografien von Antonia. Bei einem anderen Teil handelt es sich um real existierende Fotografien zweier Kriegsfotografen, die Ferrari, wie er im Nachwort erklärt, zu seiner Geschichte inspiriert haben.

## Produktion

### Regie, Drehbuch und Filmschnitt
Regie führte Thierry de Peretti, der gemeinsam mit Jeanne Aptekman auch Ferraris Roman adaptierte. Es handelt sich bei À son image nach Sleepwalkers, Les Apaches, Ein gefährliches Leben, Lutte jeunesse und Enthüllung einer Staatsaffäre um de Perettis sechsten Spielfilm. Überwiegend ist er als Schauspieler tätig. Aptekman schrieb mit ihm gemeinsam bereits das Drehbuch für Enthüllung einer Staatsaffäre. Auch mit den Filmeditorinnen Marion Monnier und Lila Desiles arbeitete de Peretti bereits für diesen Film zusammen.

### Besetzung und Dreharbeiten
Clara-Maria Laredo spielt in der Hauptrolle Antonia. In weiteren Rollen sind Louis Starace als ihre erste große Liebe Pascal, Marc-Antonu Mozziconacci als Simon, Barbara Sbraggia und Saveria Giorgi als Antonias Freundinnen Madeleine und Laetitia, Andrea Cossu als Jean-Joseph, Pierre-Jean Straboni als Xavier und Alexis Manenti als Dragan zu sehen. Auch der Regisseur selbst hat in seinem Film eine Rolle übernommen und spielt Joseph.
Die Dreharbeiten wurden am 28. August 2023 begonnen und waren auf 40 Tage anberaumt. Überwiegend fanden sie auf Korsika statt, weitere Aufnahmen entstanden in Serbien. Als Kamerafrau fungierte die Kanadierin Josée Deshaies, die zuletzt für Memory Box von Joana Hadjithomas und Khalil Joreige, Passages von Ira Sachs und The Beast von Bertrand Bonello tätig war.

### Veröffentlichung
Der Vertrieb in Frankreich und der internationale Vertrieb werden beide von Pyramide übernommen. Die Premiere von À son image erfolgte am 16. Mai 2024 bei den Internationalen Filmfestspielen in Cannes, wo der Film in der Quinzaine des cinéastes gezeigt wurde.

## Auszeichnungen
Biarritz Film Festival 2024
- Lobende Erwähnung (Thierry de Peretti)[7]

Brussels International Film Festival 2024
- Nominierung im Internationalen Wettbewerb[8]

Geneva International Film Festival 2024
- Nominierung im Internationalen Spielfilmwettbewerb[9]

Internationale Filmfestspiele von Cannes 2024
- Nominierung in der Quinzaine des cinéastes (Thierry de Peretti)

Prix Lumières 2025
- Nominierung als Beste Nachwuchsdarstellerin (Clara-Maria Laredo)[10]

Tokyo International Film Festival 2024
- Nominierung im Hauptwettbewerb[11]